# Gioventù Ustaše
La Gioventù Ustaše (pronunciato [ûstaʃe juːθ], croato: Ustaška mladež) fu l'ala giovanile degli Ustaše, l'organizzazione fascista e ultranazionalista croata attiva durante il periodo tra le due guerre e la seconda guerra mondiale. Gli Ustaše governarono uno stato fantoccio italo-tedesco chiamato Stato Indipendente di Croazia (Nezavisna Država Hrvatska, NDH) tra il 1941 e il 1945.
I gruppi giovanili degli Ustaše furono formati per la prima volta negli anni '30 e divennero attivi nel 1940. Questi gruppi furono strutturati come organizzazione il 12 luglio 1941. L'organizzazione fu suddivisa in quattro sezioni per età oltre che geograficamente. Ufficialmente, l'iscrizione era obbligatoria per tutti i giovani croati ma in pratica questo problema si ridusse ai leader del campo e la campagna di reclutamento nel 1941 non riuscì a ottenere un'iscrizione di massa, dopodiché l'organizzazione si sviluppò a carattere elitario.
Durante il 1941, i membri della Gioventù Ustaše furono coinvolti nel genocidio dei serbi e nell'Olocausto in NDH, anche tramite la gestione diretta di due campi di concentramento per bambini, in cui furono registrate centinaia di morti.
L'attività della Gioventù Ustaše si svolgeva nei campi, e questi erano di due tipologie: i campi rurali dove i membri della Gioventù Ustaše si riunivano per raduni ed escursioni, e i campi regionali situati negli edifici scolastici o nei cinema inutilizzati. I campi rurali furono istituiti durante un viaggio organizzato dalla Gioventù Ustaše: avevano "più o meno successo", ma il loro numero diminuì notevolmente nel 1943. I campi regionali erano molto severi ma offrivano un'opportunità di mobilità sociale. I membri che frequentavano questi campi spesso mostravano un comportamento ribelle ed era comune una feroce competizione tra i singoli campi locali.
La Gioventù Ustaše sviluppò relazioni con la Gioventù hitleriana tedesca e con la Gioventù italiana del Littorio, che furono prese come modelli. Fu anche membro di un'alleanza di breve durata di organizzazioni giovanili nazionali fasciste. La Gioventù Ustaše sviluppò anche stretti rapporti con l'organizzazione fascista slovacca della Gioventù Hlinka. Insieme, le organizzazioni hanno istituito campi congiunti tenuti sia in Slovacchia che in NDH.

## Contesto storico
I gruppi giovanili erano una delle principali roccaforti del nazionalismo croato radicale nella Jugoslavia tra le due guerre. Negli anni '20 si formarono molte organizzazioni giovanili militanti di breve durata, la maggior parte delle quali scomparvero rapidamente o furono bandite dalle autorità a causa delle loro azioni violente. Le due maggiori organizzazioni giovanili erano la gioventù nazionale croata, fondata nella primavera del 1921 e destinata ai giovani della classe media, e la gioventù laburista croata, che mirava a impedire ai giovani della classe operaia di unirsi alle organizzazioni socialiste. Dopo che queste due furono messe fuori legge, ne furono fondate altri due: la Gioventù repubblicana di destra croata guidata da Branimir Jelić e la gioventù laburista di destra croata, guidati da Marko Hranilović e Matija Soldin, che sono stati entrambi giustiziati in seguito con l'accusa di terrorismo.

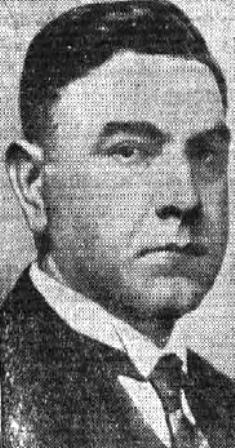
Ante Pavelić nei primi anni '30

Il movimento Ustascia fu fondato nel 1930 da Ante Pavelić come organizzazione dedicata al raggiungimento di uno stato croato indipendente con tutti i mezzi, incluso il terrore. Alla fine degli anni '30, gli Ustascia adottarono i principi fascisti del governo italiano, che gli diede sostegno finanziario e protezione. Durante gli anni '30, gli Ustascia condussero diversi attacchi terroristici, in particolare l'assassinio del re Alessandro I di Jugoslavia e del ministro degli Esteri francese Louis Barthou a Marsiglia nell'ottobre 1934. Nell'aprile 1941, quando la Jugoslavia fu invasa e smembrata dalle potenze dell'Asse, fu istituito lo Stato Indipendente di Croazia (NDH) come quasi-protettorato italo-tedesco sotto la guida degli Ustaše.
Una delle componenti più importanti dell'ideologia del movimento Ustaše fu l'organizzazione giovanile. L'idea che la rivoluzione degli Ustaše fosse la rivoluzione dei giovani fu ampiamente condivisa nel movimento. Il giornale della Gioventù Ustaše scrisse:"essere un Ustaša significa essere eternamente giovane ed eternamente un guerriero".
I più fedeli sostenitori di Pavelić fecero parte della gioventù militante croata. Gli Ustaše presentarono la loro lotta come quella tra i giovani (sostenitori del fascismo) e gli anziani (sostenitori della democrazia). Sotto gli Ustaše, tutti coloro che furono considerati sostenitori della vecchia mentalità, democrazia liberale, plutocrazia e jugoslavismo, dovevano essere eliminati: furono dichiarati traditori nazionali e rinchiusi nei campi di prigionia dove successivamente furono torturati.
Nel settembre 1941, il Ministro dell'Istruzione di NDH, Mile Budak, discusse sull'introduzione di cambiamenti radicali nel sistema scolastico dello stato fantoccio. Annunciò che tutti i libri di testo dell'era jugoslava sarebbero stati sostituiti con i libri dell'era austro-ungarica adattati all'ideologia degli Ustaše. Budak voleva che le scuole in NDH diventassero come "serre di filosofia e patriottismo Ustaše". Le università e le scuole dovevano essere ideologicamente epurate. Budak affermò che gli insegnanti poterono salvare i loro posti di lavoro "convertendosi sinceramente alla causa degli Ustaše". Tuttavia, affermò anche che le scuole non poterono essere epurate immediatamente perché molte strutture avrebbero dovuto chiudere in quel momento.

## Istituzione e struttura

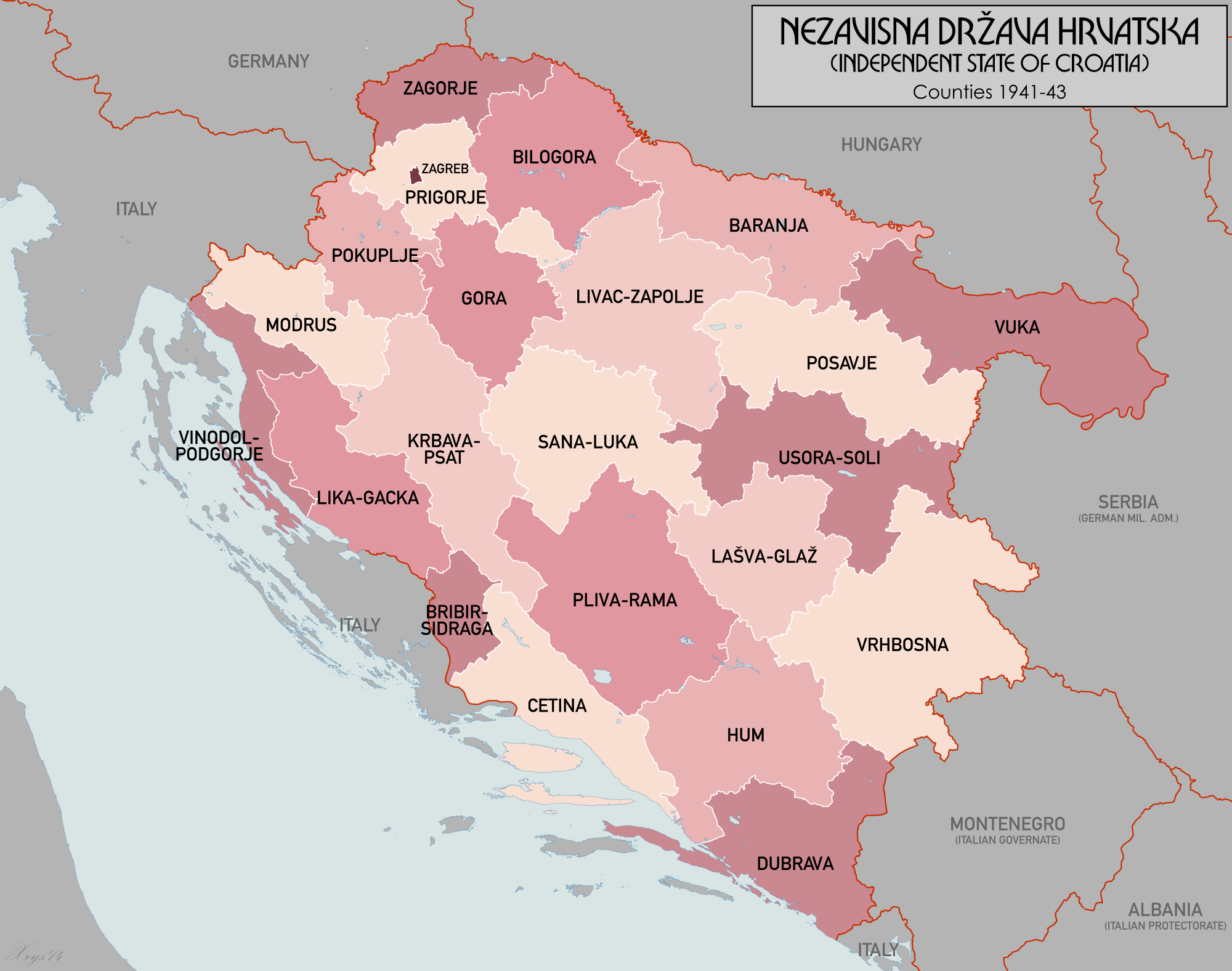
Una mappa di NDH raffigurante la suddivisione in contee (1941-1943)

I gruppi giovanili degli Ustaše furono formati negli anni '30, e nel 1940 distribuirono regolarmente volantini che invitavano i giovani croati alle loro manifestazioni, attività e raduni. Il 12 luglio 1941, Pavelić decretò che questi gruppi fossero organizzati in un'organizzazione completamente strutturata.
La Gioventù Ustaše doveva ufficialmente essere composta da tutti i giovani croati di età compresa tra 7 e 21 anni e fu divisa in quattro gruppi: Ustaše Speranza (ustaška uzdanica) dai 7 agli 11 anni, Ustaše Eroi (ustaški junaci) dagli 11 ai 15 anni, Gioventù Ustaše di Starčević (ustaška Starčevićeva mladež) dai 15 ai 21 anni, e gli studenti universitari nella Gioventù Ustaše (sveučilišna mladež).
Un decreto del novembre 1941 rimosse dall'organizzazione la sezione degli studenti universitari, sostituita dalle sezioni Truppe d'assalto Ustaše (ustaški jurišnici) e Donne Ustaše (ustaške djevojke) rispettivamente per membri maschi e femmine di età compresa tra 18 e 21 anni. I migliori membri della Gioventù di Starčević divennero i membri delle unità d'assalto degli Ustaše, dove subirono un rigoroso addestramento paramilitare.
La Gioventù Ustaše fu regolata in maniera militare e divisa a livello regionale e territoriale. Ogni contea conteneva un centro giovanile degli Ustaše, ogni divisione amministrativa aveva un campo giovanile e ogni comunità aveva una concentrazione. Le concentrazioni avevano squadre e plotoni, questi ultimi suddivisi in rami secondo l'età.
Il leader della Gioventù Ustaše operava dal Quartier Generale Supremo degli Ustaše e riferiva direttamente a Pavelić. Questo incarico fu assunto per la prima volta da Ivan Oršanić, che in precedenza guidò la Segreteria di Stato per la Propaganda di NDH. Nel luglio 1944, a Oršanić successe Feliks Niedzielsky, che in precedenza aveva servito come vice governatore della grande parrocchia di Sana-Luka. Niedzielsky rimase in questa posizione fino alla fine della guerra.
Anche i rami maschili e femminili dell'organizzazione avevano i loro leader. Il leader maschile era Zdenko Blažeković, che in precedenza era il comandante della sede dell'Università Ustaše (in croato: Ustaški sveučilišni stožer). La prima leader femminile fu Mira Vrljičak-Dugački, un alto funzionario della Fratellanza dei Grandi Crociati (in croato: Veliko križarsko bratstvo), un'organizzazione giovanile cattolica radicale. Nel 1942, Vrljičak-Dugački fu sostituito dal leader della Gioventù Ustaše femminile a Dubrovnik, Dolores Bracanović, che mantenne questa posizione fino alla fine della guerra.
Ufficialmente, l'appartenenza alla Gioventù Ustaše fu obbligatoria, come affermò il suo statuto, "l'intera gioventù croata appartiene alla Gioventù Ustaše". Lo statuto istitutivo disponeva anche la chiusura di ogni altra organizzazione giovanile: i liberali, jugoslavi e di sinistra furono banditi, mentre i radicali di destra furono incorporati nella Gioventù Ustaše. Nonostante lo statuto rendesse obbligatoria l'adesione, la questione è ricaduta sui dirigenti del campo giovanile degli Ustaše. Alcuni, come Vinko Sablić a Dubrovnik, emisero l'ordine in base al quale tutti gli scolari dovevano unirsi alla Gioventù Ustaše e gli unici esclusi sarebbero stati i "non ariani" e i "greco-orientali". Altri, come Ante Boras a Petrinja, resero l'adesione volontaria.

## Azioni

### Reclutamento

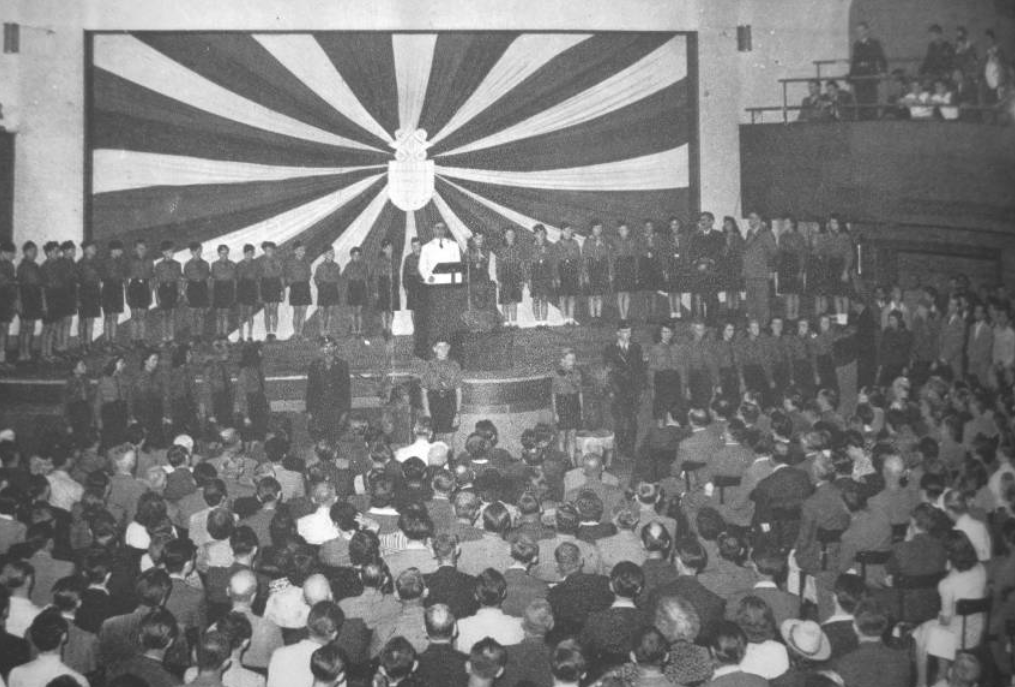
Ante Pavelić circondato dai membri della Gioventù Ustaše durante il suo discorso alla Camera dei Lavoratori di Zagabria nel 1941

Il leader della Gioventù Ustaše, Ivan Orašnić, avvertì che "chiunque avesse sabotato la Gioventù Ustaše sarebbe stato distrutto". Furono imposte delle sanzioni pecuniarie ai genitori che avessero vietato ai propri figli di frequentare le lezioni nei campi della Gioventù Ustaše. Inizialmente, si unirono a migliaia alla Gioventù Ustaše, attratti dalla formazione atletica, intellettuale e artistica fornita dall'organizzazione stessa. Nonostante tutto, la campagna di reclutamento nel 1941 non riuscì a ottenere l'iscrizione di massa prevista, poiché la maggior parte dei giovani non mostrò alcun interesse all'adesione.
Sebbene Blažeković sostenesse una cifra di 500.000 membri, lo storico Rory Yeomansha la reputa come "improbabile". Dopo che la campagna di reclutamento di massa fallì, la Gioventù Ustaše assunse un carattere sempre più selettivo ed elitario. Gli statuti degli Ustaše dell'agosto 1942 stabilirono un periodo di prova preliminare da quattro a sette mesi che ogni membro della Gioventù Ustaše doveva servire nel loro campo locale prima di essere accettato come membro registrato. Nonostante questi obblighi, l'organizzazione ha mantenuto il principio che tutti i giovani croati dovrebbero esserne membri.

### Crimini di guerra
I membri della Gioventù Ustaše presero parte al genocidio dei serbi in NDH, così come nell'Olocausto. Secondo i testimoni oculari, molte delle peggiori atrocità commesse dagli Ustaše nel 1941 furono commesse proprio dai giovani. I sopravvissuti agli omicidi di massa di Križevci e Karlovac testimoniarono che molti giovani armati parteciparono all'uccisione e alla tortura dei serbi e degli ebrei.
I membri della Gioventù Ustaše, insieme alla milizia studentesca della Brigata delle guardie del corpo del Poglavnik, perpetrarono molti dei primi massacri in NDH. In un'occasione, Blažeković si vantò del gran numero di serbi che aveva ucciso e affermò di aver raccolto le orecchie delle sue vittime sulla sua collana.
Due campi di concentramento per bambini furono gestiti dai membri della Gioventù Ustaše. Nel campo per bambini di Jastrebarsko morirono tra 449 e 1.500 bambini. Nel campo per bambini di Sisak, che era gestito dal ramo femminile della Gioventù Ustaše, morirono tra 1.152 e 1.631 bambini.

### Campi giovanili Ustaše
C'erano due tipi di campi organizzati dalla Gioventù Ustaše: i campi rurali dove i membri della Gioventù Ustaše si riunivano per raduni ed escursioni, e i campi regionali che erano anche situati in edifici scolastici o cinema inutilizzati.
Durante i viaggi in campeggio della durata di almeno tre giorni furono allestiti i campi in campagna in cui si sono riuniti i membri della Gioventù Ustaše provenienti da varie regioni dello stato. Questi campi erano divisi in due categorie: taborovanje, composto da tre plotoni e logorovanje, composto da più di tre plotoni. Lo scopo del campeggio fu di insegnare ai giovani i valori del cameratismo, del sacrificio, del dovere, della disciplina, della responsabilità e dell'ordine.
I manuali Ustaše stabilirono che tali campi dovevano essere recintati e avere un cartello che li identificasse come campi della Gioventù Ustaše, con un emblema della Gioventù Ustaše al cancello principale. Al centro del campo doveva esserci un falò, insieme a un albero con le bandiere di NDH e di Gioventù Ustaše. Il programma giornaliero dei campi includeva il risveglio alle 6:00, l'esercizio mattutino, il servizio di lavoro, le lezioni pre-militari, la riunione intorno al fuoco al mattino e alla sera e le preghiere serali. Furono stabilite varie punizioni per ottenere la disciplina nei campi e alcuni membri della Gioventù Ustaše furono espulsi per aver violato le regole. Secondo lo storico Goran Miljan, tali campi furono organizzati "più o meno con successo durante il periodo del regime", ma il loro numero diminuì significativamente dopo la metà del 1943.
Yeomans scrive che la vita nei campi regionali della Gioventù Ustaše era "molto meno idilliaca" della vita nei campi in campagna. Questi campi furono rigorosamente gerarchici, con un programma rigorosamente elaborato dal capo del campo. Il rigore in questi campi ha portato a un senso di cameratismo tra i giovani e i loro leader. I campi fornivano un'opportunità di mobilità sociale, poiché i giovani di estrazione modesta potevano farsi notare e nominare incarichi importanti.
Dopo i cambiamenti ideologici del 1942, alcuni serbi, motivati dalla prospettiva della mobilità sociale, iniziarono a fare domanda di adesione. Molti furono accettati, soprattutto se provenivano da ambienti misti croato-serbo e si erano convertiti al cattolicesimo.
Molti membri dei campi della Gioventù Ustaše svilupparono un'identità regionale e uno spirito indipendente, che fu motivo di ansia per la leadership centrale. Il comportamento ribelle dei giovani variava dal relativamente innocuo, come guardare film vietati o per adulti, ai più gravi, come la resistenza a un'iniziativa per ammettere i serbi nei campi. L'indipendenza regionale combinata con la militanza ideologica ha anche creato una feroce rivalità tra i campi locali, che spesso portò a quello che Yeomans descrive come "uno stato di quasi guerra civile". Insieme a questi problemi, anche molti campi della gioventù Ustaše hanno riscontrato una carenza di strutture.

## Relazioni

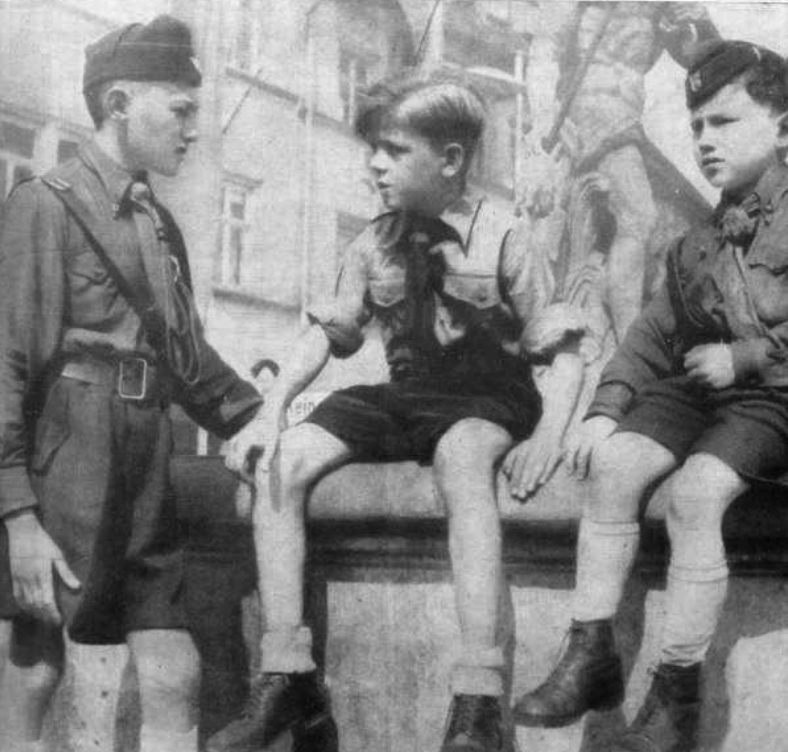
Due membri della Gioventù Ustaše (sinistra e destra) con un membro della Gioventù Hitleriana (al centro)

### Hitler e la Gioventù Italiana del Littorio
La Gioventù hitleriana e la Gioventù del Littorio erano visti come modelli per la strutturazione e l'organizzazione dai funzionari Ustaše. Nell'agosto 1941, i giovani Ustaše inviarono i loro rappresentanti guidati da Ivan Orašnić alle partite di sport estivi tenutesi a Breslavia. I rappresentanti hanno gareggiato nel nuoto, nell'atletica leggera e nel tiro con l'arco. Uno dei motivi principali di questa visita fu che i membri della Gioventù Ustaše familiarizzarono con gli uffici organizzativi, le case, i palazzetti dello sport e i campi sportivi. La presenza di Oršanić insieme ad altri 11 alti funzionari giovanili della delegazione ha reso questa visita anche diplomatica e politica con l'obiettivo di stabilire relazioni più solide con la Gioventù hitleriana. Secondo un articolo di notizie croato contemporaneo, dopo le partite a Breslavia, la Gioventù hitleriana ha invitato la delegazione di Orašnić a Berlino "con lo scopo di approfondire le relazioni amichevoli tra la gioventù tedesca e quella croata".
Il culmine delle relazioni con la Gioventù Italiana del Littorio avvenne nel settembre e nell'ottobre 1941. Il 17 settembre 1941 fu firmato un accordo tra le due organizzazioni. L'accordo sottolineò la necessità di una stretta collaborazione tra le due organizzazioni e che entrambi i giovani ricevessero un'istruzione simile. L'organizzazione italiana creò gratuitamente i propri istituti e accademie per la Gioventù Ustaše. Il 3 ottobre, una delegazione della Gioventù Ustaše guidata da Oršanić fece visita in Italia durante la quale hanno visitato diverse città. Tra il 1941 e il 1943, le delegazioni della Gioventù Ustaše visitarono regolarmente l'Italia per partecipare alle competizioni sportive, a festival culturali e a corsi di formazione ideologica. La visita della Gioventù Ustaše più pubblicizzata fu quella che ebbe luogo nell'agosto e nel settembre 1942, quando Dragutin Gjurićha portò 100 giovani a un corso di formazione a Roma.

### Alleanza Europea della Gioventù

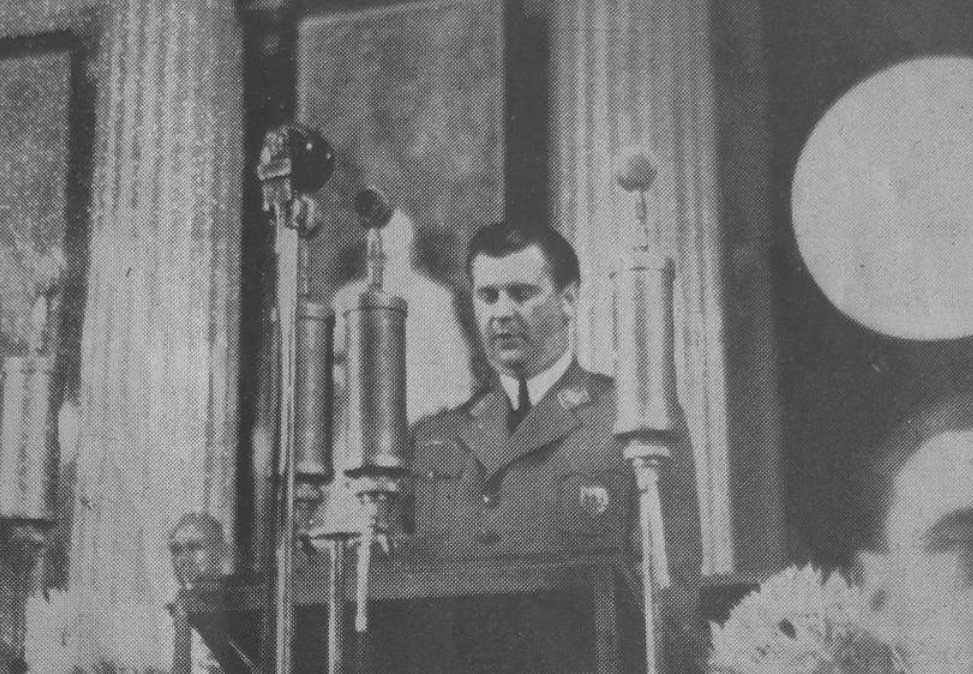
Ivan Oršanić ha tenuto un discorso alla conferenza di Vienna

Durante l'estate del 1942, la Gioventù Ustaše partecipò a due grandi eventi internazionali di organizzazioni giovanili fasciste che si tennero a Weimar, l'8 giugno e a Firenze il 3 luglio. In un'intervista per un giornale Ustaše, il leader della Gioventù hitleriana Artur Axmann parlò di "alleanza giovanile europea", che secondo lui poteva essere formata già nel successivo incontro a Vienna.
Axmann e Baldur von Schirach, Gauleiter di Vienna, organizzarono l'incontro a Vienna che ebbe luogo dal 14 al 18 settembre 1942. I rappresentanti di 14 organizzazioni giovanili nazionali fasciste parteciparono a questo incontro e costituirono l'Alleanza giovanile europea, fondata nello stesso incontro. L'Alleanza fu divisa in comunità di lavoro, ciascuna guidata da uno o più giovani funzionari di diversi paesi. Oršanić diventò capo della Comunità per l'educazione giovanile ufficiale.
A differenza della stampa delle nazioni dell'Asse e dei territori occupati, la stampa nazista diede pochissima copertura a questo incontro per due motivi: il Ministro della Propaganda tedesco Joseph Goebbels "ha polemizzato molto duramente contro i discorsi di una "nuova Europa"" nel suo incontro segreto con i giornalisti e i membri della delegazione spagnola hanno influenzato la dichiarazione finale dell'incontro per non includere la condanna degli ebrei. Lo storico Wayne H. Bowen afferma che la Germania nazista "perse interesse nell'unire i giovani d'Europa" e che la successiva conferenza dell'Alleanza giovanile europea a Madrid, alla quale solo otto nazioni inviarono delegati, fu un "flop deciso".

### Gioventù Hlinka

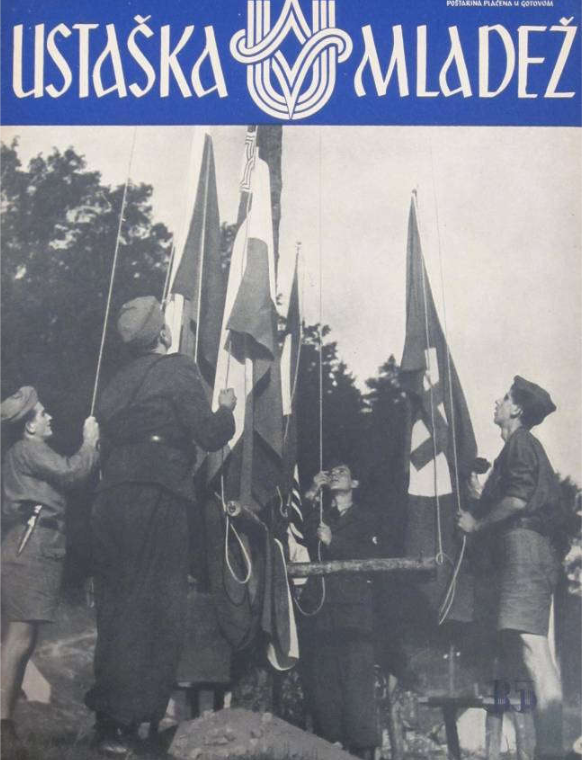
Copertina di Ustaška Mladež che mostra i membri della Gioventù Ustaše e della Gioventù Hlinka che alzano le bandiere insieme durante il loro campo congiunto a Ozalj

La Gioventù Hlinka (Hlinkova mládež, HM) fu l'organizzazione giovanile subordinata al Partito Popolare Slovacco di Hlinka, che governò lo stato fantoccio tedesco noto come Repubblica slovacca. HM e Gioventù Ustaše avevano strutture e ideologie simili. Miljan sostiene che entrambe queste organizzazioni giovanili consideravano le relazioni reciproche "più adatte e significative" rispetto alla Gioventù hitleriana o alla Gioventù littoria.
Una delegazione dei giovani Ustaše visitò la Slovacchia per la prima volta nel luglio-agosto 1941 per osservare il loro lavoro nelle scuole e nei campi. Le relazioni migliorarono ulteriormente quando il leader di Sua Maestà Alojz Macekera fu a capo di una delegazione che visitò la NDH nell'ottobre 1941. La delegazione arrivò a Zagabria il 16 ottobre, visitò diverse altre città e osservò il lavoro della Gioventù Ustaše. Nel dicembre 1941, Oršanić e la sua delegazione visitarono nuovamente la Slovacchia. In questa occasione, sono stati accolti da alti funzionari slovacchi, come il primo ministro Vojtech Tuka, e hanno ricevuto le medaglie HM.
Zvonimir Malvić, ufficiale della Gioventù Ustaše, fu nominato inviato presso il quartier generale di HM nel maggio 1942. Malvić prestò servizio in questa posizione come parte dell'ambasciata di NDH in Slovacchia. Tuttavia, HM non ha inviato nessuno in NDH. Oršanić scrisse a Malvić in merito a questo problema nel novembre 1942. Malvić rispose di aver parlato con Macek, il quale a sua volta disse che HM non poteva permettersi un inviato e che mancava di membri qualificati che potessero ricoprire quel ruolo. HM non ha mai inviato nessuno in NDH e non è chiaro se le ragioni fornite da Macek fossero vere o meno. Ciononostante, sono proseguite le visite reciproche delle delegazioni ufficiali e dei giornalisti.
I collegamenti e gli scambi ufficiali furono stabiliti nell'estate del 1942, che vide diverse visite di giovani nei campi in un altro paese. Il primo di questi è stato nella città slovacca di Párnica, dove ventotto membri della Gioventù Ustaše insieme a membri di Sua Maestà e Gioventù Hitleriana hanno soggiornato nel mese di luglio. Il mese successivo, trenta membri di HM hanno partecipato a un campo congiunto croato-slovacco a Ozalj: i giovani dormirono nelle tende e parteciparono ai corsi di educazione militare sull'uso delle armi. A settembre si tenne un corso congiunto di due mesi nella città croata di Borovo e durante questo corso, i giovani ascoltarono le conferenze principalmente sulle reciproche organizzazioni, parteciparono ai corsi di educazione militare, di ginnastica e ai corsi di canto e lingua in slovacco e croato.
Nel 1943 le relazioni tra le due organizzazioni iniziarono a deteriorarsi. Una delle ragioni principali fu il peggioramento della situazione sul fronte orientale, soprattutto dopo la battaglia di Stalingrado. Un altro motivo fu la crescente resistenza antifascista in entrambe le nazioni. La prima grande rivolta in Slovacchia avvenne nel 1944, mentre in NDH la resistenza armata era iniziata nel 1941. Nel 1943, la situazione della sicurezza in NDH fu notevolmente peggiorata. I rapporti tra le due organizzazioni, sebbene quasi interrotti, continuarono ad esistere fino al 1945.

## Uniformi e insegne

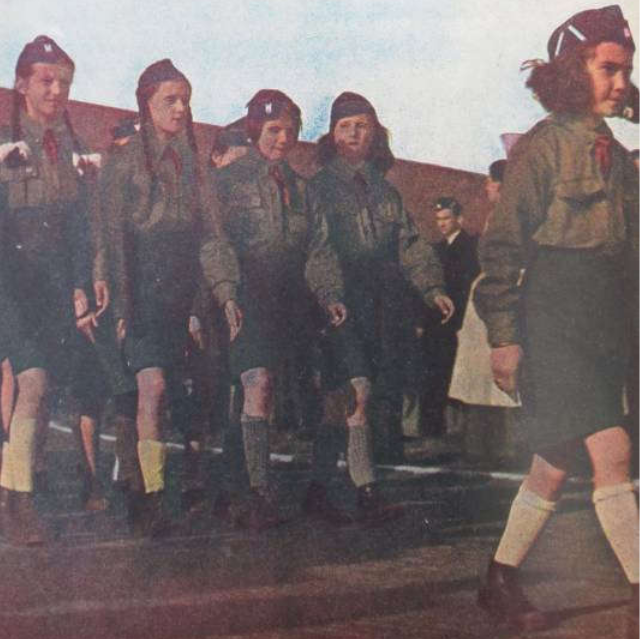
Membri femminili degli Ustaše che marciano in uniforme

Il simbolo usato della Gioventù Ustaše fu una tripla U con un doppio viticcio. I membri maschi Ustaše Speranza indossavano magliette e pantaloncini verde-marroni, cinture marroni, stivali, una sciarpa rossa e un berretto con la lettera maiuscola U, il simbolo degli Ustaše. I membri femminili indossavano gonne verde-marroni mentre il resto della loro uniforme era lo stesso delle loro controparti maschili. I membri delle altre sezioni avevano abiti simili, differivano solo per le sciarpe, Ustaše Eroi aveva sciarpe blu, mentre Gioventù Ustaše di Starčević aveva una sciarpa nera o una cravatta. I membri maschi portavano anche un coltello, l'unica arma consentita per i membri, per Ustaše Eroi un modello più piccolo mentre per Gioventù Ustaše di Starčević uno più grande. Le uniformi erano obbligatorie in tutte le attività pubbliche, le riunioni e le altre attività dell'organizzazione. Era vietato indossare l'uniforme a scuola. Ciò è stato fatto per evitare conflitti tra i membri della Gioventù Ustaše e gli insegnanti o per evidenziare il ruolo degli insegnanti come superiori dei loro studenti nella speranza di mobilitare più insegnanti nell'Ustaše.
Con l'eccezione di coloro che non potevano permetterseli, le cui divise sono state acquistate e sovvenzionate dallo stato, i membri della Gioventù Ustaše hanno dovuto pagare le proprie divise. Inizialmente non erano state stabilite regole che regolamentassero chi avrebbe ricevuto le uniformi sovvenzionate dallo stato. Anche la consegna delle divise è stata problematica. Secondo quanto riferito, i giovani Ustaše a Koprivnica hanno ricevuto stoffa, lino, cravatte, trifogli e bottoni invece delle uniformi.
Delle regole più chiare furono stabilite nel marzo 1942 con la diffusione del regolamento sulla distribuzione delle uniformi nello Stato Indipendente di Croazia. Le richieste di uniformi dovevano essere inviate al Comando amministrativo della Gioventù Ustaše. La fabbrica tessile Velebit d.o.o. fu incaricata di produrre le divise per la Gioventù Ustaše. Il prezzo esatto di tale uniforme non è chiaro. Un documento dell'epoca fissa il prezzo di un'uniforme Ustaše Eroi a 800 kune, mentre un altro lo fissa a 2.000 kune, che Miljan considera "troppo alto". Nel 1942, il comando amministrativo della Gioventù Ustaše prese in prestito 500.000 kune per la produzione delle divise per coloro che non poterono permettersele. A seconda del prezzo di ciascuna uniforme, questo era compreso tra 250 e 625 divise.
I leader della Gioventù Ustaše avevano un'insegna sopra la tasca sinistra per indicare la loro appartenenza alla contea, comune o distretto locale.